# Кіберетика
Кіберетика — це філософське вивчення етики, що стосується комп'ютерів, що охоплює поведінку користувачів і те, що комп'ютери запрограмовані робити, і як це впливає на окремих людей і суспільство. Протягом багатьох років різні уряди ухвалювали нормативні акти, а організації визначали політику щодо кіберетики.

## Історія конфіденційності
Наприкінці 19 століття винахід фотоапаратів викликав подібні етичні дебати, що й сьогодні в Інтернеті. Під час семінару Harvard Law Review. B 1890 році Уоррен і Брандейс визначили конфіденційність з етичної та моральної точки зору як:
центральне значення для гідності, індивідуальності та особистості. Конфіденційність також є незамінною для відчуття автономії — для «відчуття, що існує зона в житті індивіда, яка повністю підконтрольна йому, зона, вільна від стороннього втручання. Позбавлення приватного життя може навіть загрожувати здоров'ю людини— 
Понад 100 років потому Інтернет і поширення приватних даних через уряди та електронну комерцію стали сферою, яка потребує нового раунду етичних дебатів, пов'язаних із конфіденційністю особи. Конфіденційність можна розкласти на обмеження доступу інших людей до особи за допомогою трьох елементів: таємниці, анонімності та самотності. Анонімність відноситься до права особи на захист від небажаної уваги. Самотність означає відсутність фізичної близькості людини до інших. Секретність відноситься до захисту персоналізованої інформації від вільного розповсюдження.
Фізичні особи передають конфіденційну інформацію під час здійснення операцій та реєстрації для надання послуг. Етична бізнес-практика захищає конфіденційність своїх клієнтів, захищаючи інформацію, яка може сприяти втраті секретності, анонімності та самотності. Інформація про кредитні картки, номери соціального страхування, номери телефонів, дівочі імена матерів, адреси та номери телефонів, які вільно збираються та розповсюджуються через Інтернет, можуть призвести до втрати конфіденційності.
Шахрайство та видавання себе за іншу особу є одними зі зловмисних дій, які відбуваються через пряме або непряме зловживання приватною інформацією. Крадіжка особистих даних швидко зростає через доступність приватної інформації в Інтернеті. Наприклад, сім мільйонів американців стали жертвами крадіжки особистих даних у 2002 році, а майже 12 мільйонів американців стали жертвами крадіжки особистих даних у 2011 році. Пошукові системи та бази даних публічних записів є основними винуватцями зростання кіберзлочинності. Нижче наведено кілька рекомендацій щодо обмеження поширення конфіденційної інформації про персонал онлайн-баз даних.
1. Виключіть конфіденційні унікальні ідентифікатори із записів бази даних, наприклад номери соціального страхування, дати народження, рідне місто та дівочі імена матері.
2. Виключити номери телефонів, які зазвичай не входять до списку.
3. Чітке забезпечення методу, який дозволяє людям видаляти свої імена з бази даних.
4. Заборона послуг зворотного пошуку номерів соціального страхування.

## Приватна колекція даних
Сьогодні сховища даних використовуються для збору та зберігання величезних обсягів персональних даних і транзакцій споживачів. Ці засоби можуть зберігати великі обсяги інформації про споживача протягом невизначеного часу. Деякі з ключових архітектур, що сприяють руйнуванню конфіденційності, включають бази даних, файли cookie та шпигунське програмне забезпечення.
Деякі можуть стверджувати, що сховища даних повинні бути окремо і захищені. Проте факт того, що достатньо особистої інформації можна зібрати з корпоративних вебсайтів і сайтів соціальних мереж, щоб почати зворотний пошук. Отже, чи не важливо розглянути деякі етичні питання щодо того, як захищені дані потрапляють у суспільне надбання?
Як наслідок, бізнес із захисту від крадіжки особистих даних зростає. Такі компанії, як LifeLock і JPMorgan Chase, почали заробляти на продажі страхування від крадіжки особистих даних.

## Власність
Етичні дебати вже давно включають поняття власності. Ця концепція породила багато зіткнень у світі кіберетики. Одна з філософій Інтернету зосереджена навколо свободи інформації. Суперечка щодо права власності виникає, коли власність інформації порушена або невизначена.

### Право інтелектуальної власності
Постійно зростаюча швидкість Інтернету та поява технології стиснення, наприклад mp3, відкрили двері для однорангового обміну файлами, технології, яка дозволяла користувачам анонімно передавати файли один одному, що раніше можна було побачити в таких програмах, як Napster. або тепер видно через протокол зв'язку, такий як BitTorrent. Однак значна частина цієї музики була захищена авторським правом і була незаконна для передачі іншим користувачам. Інше питання, чи етично передавати захищені авторським правом медіа.
Прихильники необмеженого обміну файлами вказують на те, що обмін файлами надав людям ширший і швидший доступ до медіа, збільшив контакт з новими виконавцями та зменшив витрати на передачу медіа. Прихильники обмежень на обмін файлами стверджують, що ми повинні захищати доходи наших художників та інших людей, які працюють над створенням контенту. На цей аргумент частково відповідає вказівка на невелику частку грошей, які митці отримують від законного продажу ЗМІ.
Ми також бачимо подібні дебати щодо прав інтелектуальної власності щодо володіння програмним забезпеченням. Дві протилежні точки зору стосуються програмного забезпечення із закритим кодом або безкоштовного програмного забезпечення з відкритим кодом. Можна навести аргумент, що обмеження необхідні, тому що компанії не інвестували б у розробку проєктів із відкритим кодом. Контраргументом цьому є те, що стояти на плечах гігантів набагато дешевше, коли гіганти не володіють правами інтелектуальної власності. Деякі прихильники відкритого коду вважають, що всі програми повинні бути доступні кожному, хто хоче їх вивчати.

## Доступність, цензура та фільтрація
Доступність, цензура та фільтрація викликають багато етичних проблем. Виникло багато питань, які продовжують ставити під сумнів наше розуміння приватності, безпеки та нашої участі в житті суспільства. Протягом століть будувалися механізми в ім'я захисту та безпеки. Сьогодні програми у формі програмного забезпечення, яке фільтрує домени та вміст, щоб до них не можна було легко отримати доступ без ретельного обходу або на особистому та діловому рівні за допомогою безкоштовного програмного забезпечення або програмного забезпечення для контролю вмісту. Інтернет-цензура та фільтрація використовуються для контролю або придушення публікації або доступу до інформації. Правові питання схожі на офлайн-цензуру та фільтрацію. Ті самі аргументи, які застосовуються до офлайн-цензури та фільтрації, застосовуються до онлайн-цензури та фільтрації; чи люди мають вільний доступ до інформації чи мають бути захищені від того, що керівний орган вважає шкідливим, непристойним чи незаконним. Більшу частину занепокоєння викликає страх перед доступом неповнолітніх, і багато груп онлайн-захисників виникли, щоб підвищити обізнаність і контролювати доступ неповнолітніх до Інтернету.
Цензура та фільтрація відбуваються в малих чи великих масштабах, незалежно від того, чи це компанія обмежує доступ своїх співробітників до кіберпростору, блокуючи певні вебсайти, які вважаються актуальними лише для особистого використання та, отже, завдають шкоди продуктивності, чи в більших масштабах, коли уряд створює великі брандмауери, які цензурують і фільтрують доступ до певної інформації, яка часто доступна в Інтернеті за межами їхньої країни для громадян та будь-кого в межах їхніх кордонів. Одним із найвідоміших прикладів країни, яка контролює доступ, є проект «Золотий щит», який також називають Великим китайським брандмауером, проект цензури та спостереження, створений і керований Китайською Народною Республікою. Іншим, Французької спілки єврейських студентів, проти Yahoo! Inc (США) та Yahoo! Франція, де Французький суд заявив, що «доступ французьких користувачів Інтернету до вебсайту аукціону, що містить нацистські предмети, є порушенням французького законодавства та порушенням „колективної пам'яті“ країни, і що простий акт демонстрації таких об'єктів (наприклад, Показ уніформи, знаків розрізнення чи емблем, схожих на ті, які носили чи демонстрували нацисти) у Франції є порушенням статті R645-1 Кримінального кодексу і тому розглядається як загроза внутрішньому громадському порядку». судове рішення багато вебсайтів повинні відповідати правилам країн, у яких вони доступні.

### Свобода інформації
Свобода інформації, тобто свобода слова, а також свобода шукати, отримувати й поширювати інформацію ставить питання про те, хто чи що має юрисдикцію у кіберпросторі. Право на свободу інформації зазвичай обмежується залежно від країни, суспільства та культури.
Загалом є три точки зору щодо цього питання, що стосується Інтернету. По-перше, це аргумент про те, що Інтернет є формою ЗМІ, до якої мають доступ громадяни урядів і, отже, має регулюватися кожним окремим урядом у межах своїх відповідних юрисдикцій. По-друге, «уряди індустріального світу… не мають суверенітету [над Інтернетом] … У нас немає виборного уряду, і ми, ймовірно, його не матимемо,… Ви не маєте морального права керувати нами Ви також не володієте жодними методами примусу, ми маємо справжні причини боятися» Третя сторона вважає, що Інтернет замінює всі відчутні кордони, такі як кордони країн, повноваження повинні бути надані міжнародному органу, оскільки те, що є законним у цій сфері, має бути надано міжнародному органу. одна країна може бути проти закону в іншій

### Цифрова нерівність
Питанням, що стосується етичних питань свободи інформації, є те, що відомо як цифровий розрив. Це стосується нерівного соціально-економічного розриву між тими, хто мав доступ до цифрових та інформаційних технологій, таких як кіберпростір, і тими, хто мав обмежений доступ або взагалі не мав доступу. Такий розрив доступу між країнами або регіонами світу називається глобальним цифровим розривом

## Наступні організації представляють значний інтерес до кіберетичних дебатів
- Міжнародна федерація з обробки інформації
- Асоціація обчислювальних машин
- Електронний інформаційний центр конфіденційності[голе посилання]
- Electronic Frontier Foundation
- Міжнародний журнал кіберетики в освіті

## Кодекси етики в обчислювальній техніці
Нижче наведено чотири визначні приклади етичних кодексів для ІТ-фахівців:
RFC 1087
У січні 1989 року Рада архітектури Інтернету (IAB) у RFC 1087 визначає діяльність як неетичну та неприйнятну, якщо вона:
- Прагне отримати несанкціонований доступ до ресурсів Інтернету.
- Руйнує цілісність комп’ютерної інформації
- Порушує конфіденційність користувачів

### Кодекс чесних інформаційних практик
Кодекс чесної інформаційної практики заснований на п’яти принципах, що викладають вимоги до систем ведення документації. Ця вимога була реалізована в 1973 році Міністерством охорони здоров’я, освіти та соціального забезпечення США.
- Не повинно бути систем обліку персональних даних, існування яких є секретним.
- Для особи має бути спосіб дізнатися, яка інформація про особу міститься в записі та як вона використовується.
- Для особи має існувати спосіб запобігти використанню інформації про особу, яка була отримана з однією метою, чи доступу для інших цілей без її згоди.
- Для особи має бути спосіб виправити або змінити запис ідентифікаційної інформації про особу.
- Будь-яка організація, яка створює, веде, використовує або розповсюджує записи ідентифікаційних персональних даних, повинна гарантувати надійність даних для їх передбачуваного використання та вжити заходів для запобігання неправомірному використанню даних..

### Заповіді комп'ютерної етики
На основі статті: 10 заповідей комп'ютерної етики
Етичні цінності, визначені Інститутом комп'ютерної етики в 1992 році; неприбуткова організація, місією якої є просування технологій етичними засобами, перелічує ці правила як керівництво з комп’ютерної етики:
- Ви не повинні використовувати комп’ютер, щоб завдати шкоди іншим людям.
- Ви не повинні втручатися в роботу за комп’ютером інших людей.
- Не слід шукати комп’ютерні файли інших людей.
- Ви не повинні використовувати комп’ютер для крадіжки.
- Ви не повинні використовувати комп’ютер для неправдивого свідчення.
- Ви не повинні копіювати або використовувати власне програмне забезпечення, за яке ви не заплатили.
- Ви не повинні використовувати чужі комп’ютерні ресурси без дозволу або належної компенсації.
- Ви не повинні привласнювати чужі інтелектуальні результати.
- Ви повинні думати про соціальні наслідки програми, яку ви пишете, або системи, яку ви проектуєте.
- Ви завжди повинні використовувати комп’ютер таким чином, щоб гарантувати уважність і повагу до своїх ближніх.

### (ISC)²
(ISC)², професійна асоціація, яка прагне створити безпечний і безпечний кіберсвіт, додатково визначила власний кодекс етики. Кодекс заснований на чотирьох канонах під загальною преамбулою.

#### Преамбула кодексу етики
Безпека та добробут суспільства та загальне благо - обов’язок перед нашими принципами та один перед одним вимагають, щоб ми дотримувались найвищих етичних стандартів поведінки . Тому суворе дотримання цього Кодексу є умовою сертифікації.

#### Етичний кодекс канонів
Перший канон: Захистіть суспільство, загальне благо, необхідну громадську довіру та впевненість, а також інфраструктуру.
Другий канон: Діяти чесно, чесно, справедливо, відповідально та законно.
Третій канон: Розвивати та захищати професію